# Phylliocephala nigrohirta
Phylliocephala nigrohirta är en skalbaggsart som beskrevs av Blackburn 1890. Phylliocephala nigrohirta ingår i släktet Phylliocephala och familjen Dynastidae. Inga underarter finns listade i Catalogue of Life.